# Skogsgenett
Skogsgenett (Genetta servalina) är en däggdjursart som beskrevs av Jacques Pucheran 1855. Genetta servalina ingår i släktet genetter och familjen viverrider.
Till denna art räknades tidigare populationen som numera är godkänd som Genetta cristata. I regioner där utbredningsområdena för båda arter överlappar varandra kan hybrider förekomma.

## Utseende
Honor är med en kroppslängd (huvud och bål) av 44,5 till 49,5 cm, en svanslängd av 36,8 till 48,5 cm och av cirka 2,3 kg lite mindre än hannar. Exemplar av hankön blir 49 till 51 cm långa och därtill kommer en 45 till 46,5 cm lång svans. Viktuppgiften saknas för hannar. Genetta servalina har 8 till 9,5 cm långa bakfötter och 4 till 6 cm stora öron.
På ovansidans grå till ockra färgad päls med gul skugga förekommer flera mörka fläckar. Dessutom sträcker sig en mörk strimma längs ryggens topp med hår som inte kan resas till en kam. De översta fläckarna är större och de bildar tre ungefär horisontala rader. Mot undersidan blir de mindre och oordnade. Mörka strimmor kring nosen och vita fläckar kring ögonen bildar en ansiktsmask. Svansen har ljusa och mörka ringar och de mörka ringarnas blir lite bredare mot spetsen. Själva spetsen är däremot ljus. Även extremiteterna har små mörka fläckar förutom bakbenens insida som är mörkgrå. Honor har ett par spenar. I varje käkhalva finns 3 framtänder, 1 hörntand, 4 premolarer och 2 molarer.

## Utbredning
Denna genett förekommer i centrala Afrika från Kamerun och Sydsudan i norr till Kongo-Brazzaville och Rwanda i söder. I bergstrakter når arten 4400 meter över havet. Habitatet utgörs av olika slags skogar samt av områden med många buskar.

## Ekologi
Antagligen är denna genett nattaktiv. När honan inte är brunstig lever individerna ensam eller sällan i par. Rovdjuret jagar vanligen små däggdjur som gnagare och näbbmöss samt ryggradslösa djur. Ibland ingår kräldjur och groddjur i födan och sällan åts fåglar och frukter. I Uganda observerades nyfödda ungar mellan februari och augusti.

## Status
Populationen i Tanzania var tidvis utdöd men efter cirka 70 år förekommer arten åter i Udzungwabergens nationalpark. Allmänt är inga hot mot beståndet kända. IUCN kategoriserar arten globalt som livskraftig.

## Underarter
Arten delas in i följande underarter:
- G. s. servalina
- G. s. archeri
- G. s. bettoni
- G. s. lowei
- G. s. schwarzi